# Goran Mujanović
Goran Mujanović (Varaždin, 29 settembre 1983) è un ex calciatore croato, di ruolo centrocampista.

## Carriera

### Club
Ha giocato nella massima serie dei campionati croato, belga e maltese.